# Lucius Cornelius Merula (consul en -193)
Pour les articles homonymes, voir Lucius Cornelius Merula.
Lucius Cornelius Merula est un homme politique et militaire romain du IIe siècle av. J.-C.

## Biographie

### Établissement d'une colonie (194)

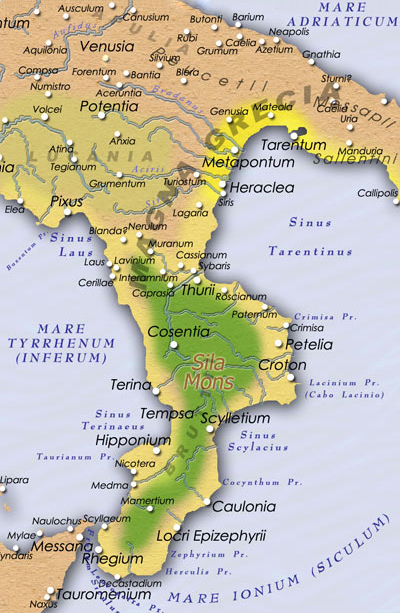
Italie du sud, Bruttium et Tempsa

Plusieurs colonies romaines furent établies dans le sud de l'Italie. Lucius Cornelius Merula fut chargé, avec Caius Salonius, de l'établissement d'une colonie à Tempsa (it), ville qui avait été conquise en battant les Bruttiens, qui avaient eux-mêmes chassé les Grecs.

### Élection au consulat (193)
Il fut élu consul de la République en 193 av. J.-C. Une série de tremblements de terre eut lieu au début de son consulat avec Aulus Minucius Thermus. Les deux magistrats ne purent présider le Sénat ni s'occuper des affaires publiques, car ils devaient mener les cérémonies de sacrifices et d'expiations, puis, après consultation des livres Sibyllins, on décida de trois jours de supplications.
Avec son collègue, ils défendirent, sur ordre du Sénat, d'annoncer un nouveau tremblement de terre le jour d'une fête décrétée en expiation d'un autre malheur de ce genre. Ensuite, eut lieu la répartition des postes pour l'année 193 av. J.-C., entre les consuls et les préteurs. Il fut chargé de la Gaule cisalpine.

### Guerre deLigurie(193)
Il reçut l'ordre de lever toutes les troupes nécessaires, de les armer et de les emmener en Étrurie pour faire face aux Ligures, qui attaquaient les provinces alliées, et aux Boïens, qui étaient eux aussi sur le point d'attaquer les villes romaines.
Près de 40 000 hommes avaient mis le siège sur Pise et Aulus Minucius Thermus marcha contre eux depuis Arretium, et libéra la ville. Les Ligures, plus nombreux, débordaient fréquemment les Romains et pillaient les territoires alliés proches, ramenant le butin dans leur pays. Le consul n'osait combattre en bataille rangée, n'ayant pas confiance en ses recrues.

### Victoire de Modène (193)
De son côté, Lucius Cornelius Murela emmena son armée sur le territoire boïen, et pilla les terres ennemies, les Boïens évitant les batailles rangées. Il se dirigea ensuite vers Mutina (aujourd'hui Modène). Les ennemis essayèrent de lui tendre une embuscade dans un défilé, mais le consul la découvrit, et les deux armées se firent face, les Boïens se sachant découverts.
Tite-Live raconte cette bataille, dite de Modène (Mutina), dans le livre XXXV de son Histoire romaine :
La bataille fut rude, les alliés et les cohortes spéciales, commandés par les consulaires Marcus Claudius Marcellus et Tiberius Sempronius Longus commencèrent à céder du terrain aux Gaulois, mais le consul envoya une de ses deux légions maintenir les Boïens, puis la seconde.
Ensuite, il commanda à Caius Livius Salinator de fondre sur l'ennemi avec sa cavalerie alliée. Les Gaulois commençaient à paniquer, et le redoublement d'efforts de l'infanterie romaine finit par faire céder les boïens, qui, pris de panique, fuirent de tous côtés, poursuivis par la cavalerie romaine gardée jusque-là en réserve.
Près de 14 000 gaulois furent tués, 1 092 furent faits prisonniers, surtout des cavaliers, et trois généraux. 212 enseignes et 63 chariots boïens furent capturés.
Du côté des romains, 5 000 romains ou alliés restèrent sur le champ de bataille, ainsi que 23 centurions, 4 préfets des alliés, Marcus Genucius et deux tribuns militaires.

### Demande en vain du triomphe (193)
Il envoya une lettre au Sénat annonçant sa victoire et reçut l'ordre de revenir à Rome pour présider les élections, normalement confiées à son collègue, mais qui ne pouvait quitter la zone de guerre aux risques de voir les Ligures fondre sur les cités alliées.
Un de ses lieutenants, Marcus Claudius Marcellus (consul en 196 av. J.-C.), envoya nombre de messages aux sénateurs où il critiquait la manière dont le consul avait mené la bataille, l'accusant d'avoir envoyé trop tard les cohortes en réserve, causant ainsi de lourdes pertes parmi les soldats engagés en premier, et de n'avoir utilisé la cavalerie romaine que bien trop tard, et qui ne put guère poursuivre les fuyards.
Quand Lucius Cornelius Merula rentra à Rome, il rendit compte des opérations militaires et de l'état de la province dont il était chargé, la Gaule cisalpine. Il demanda de pouvoir entrer en triomphe dans la ville avec son armée, pour avoir mis fin en une bataille à la menace des boïens. Ayant laissé son lieutenant Marcus Claudius Marcellus aux portes de Rome avec l'armée, ce dernier ne pouvait défendre son point de vue, et cette attitude du consul fut vivement critiquée, d'autant plus que la logique aurait voulu qu'il laisse l'armée à Tiberius Sempronius Longus, consul de l'année précédente. Le Sénat décida d'attendre et deux tribuns de la plèbe annoncèrent qu'ils opposeraient leur veto à tout senatus consulte en faveur du triomphe.

## Sources